# Megamyrmaekion jodhpurense
Megamyrmaekion jodhpurense är en spindelart som beskrevs av Gajbe 1993. Megamyrmaekion jodhpurense ingår i släktet Megamyrmaekion och familjen plattbuksspindlar. Inga underarter finns listade i Catalogue of Life.